# Auguste Doriot

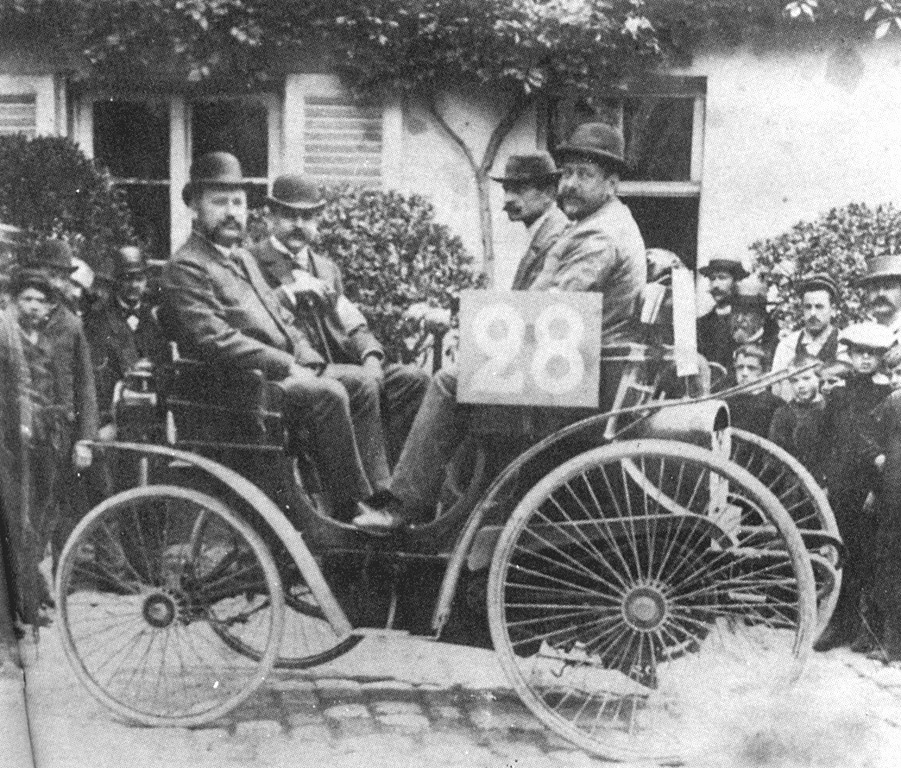
Doriot beim Rennen Paris–Rouen 1894

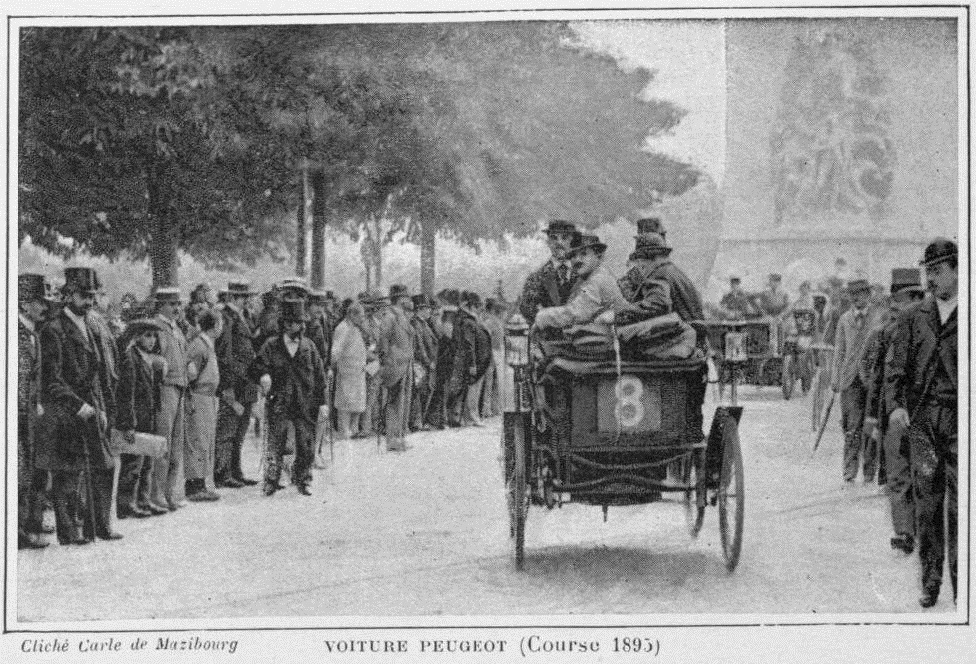
Doriot beim Paris-Bordeaux-Paris-Rennen 1895

Auguste Doriot (* 24. Oktober 1863 in Sainte-Suzanne; † 1. Januar 1955 in Menton) war ein französischer Automobilrennfahrer und -hersteller.
Sein 1899 geborener Sohn Georges Doriot gründete 1957 Insead.

## Motorsport
| Datum                                | Rennen                | Marke   | Position  |
| ------------------------------------ | --------------------- | ------- | --------- |
| 22. Juli 1894                        | Paris–Rouen           | Peugeot | 3         |
| 25. Februar 1895                     | Paris–Bordeaux–Paris  | Peugeot | 4         |
| 24. September 1896 – 3. Oktober 1896 | Paris–Marseille–Paris | Peugeot | 8         |
| 24. Juli 1897                        | Paris–Dieppe          | Peugeot | 29        |
| 7. – 13. Juli 1898                   | Paris–Amsterdam–Paris | Peugeot | 7         |
| 30. Juli 1899                        | Paris–Saint-Malo      | De Dion | 2 oder 13 |
| 1. September 1899                    | Paris–Oostende        | Peugeot | 10        |
| 11. März 1900                        | Coupe des Voiturettes | Peugeot | 4         |

## Automobilhersteller
Doriot-Flandrin: 1906 gründete Auguste Doriot mit Ludovic Flandrin, welcher vorher für Clément-Bayard tätig gewesen war, ein Unternehmen zur Herstellung von Fahrzeugen in Courbevoie.
Doriot, Flandrin et Parant: 1908 gründeten Doriot und Flandrin mit Alexandre und Jules-René Parant ein weiteres Unternehmen zur Herstellung von Fahrzeugen.